# Leopardus jacobita
El gato andino (Leopardus jacobita), también conocido como titi (del aimara), chinchay, osjo (del quechua Usqu), gato lince, tigrillo o gato sagrado, es una especie de mamífero carnívoro de la familia Felidae. Es uno de los felinos menos conocidos y a su vez la especie más amenazada de felinos del continente americano.
Es natural de América del Sur y su distribución geográfica se limita a las regiones montañosas de los Andes; al centro y sur de Perú, en las tierras altas de Bolivia (departamentos de La Paz, Oruro y Potosí),  y el norte andino de Chile y Argentina. Aunque en los últimos años se ha registrado la presencia de este felino tan al sur como las cordilleras del centro y sur de Mendoza y el norte de Neuquén (Departamento de Loncopué) en Argentina, y las regiones de Santiago y el Maule en Chile. El conocimiento de la distribución de este elusivo y amenazado felino aumentó con la proliferación de dispositivos fotográficos y cámaras trampas en esas zonas, sobre todo a partir de la segunda década del siglo XXI.

## Descripción
A partir de mediciones de piel, se estima que la longitud total de los adultos varía entre 74 y 85 cm; la cola entre 41 y 48,5 cm; y la altura a los hombros 35 cm. Pesa entre 4 y 7 kg, tiene un pelaje largo, en especial en la región dorsal, con un diseño de manchas color café o rojizo de forma variable (fajas, estrías, puntos) sobre un fondo plomizo o grisáceo; a veces llega a aspecto atigrado con fajas verticales paralelas bajando del dorso a los flancos.
La cola está fajada con siete a nueve anillos oscuros, la punta blanca, igual que la parte ventral, salpicada por puntos negros: patas, mejillas, labios, zona periocular. Las orejas son grandes y ligeramente redondas, las patas son robustas, manchadas de color negro, con plantas de color café. Esta especie está en peligro de extinción a causa del hombre, debido a la caza furtiva y destrucción de su hábitat. La especie más cercana es el Leopardus colocolo.

## Hábitat
Habita en zonas de vegetación no muy alta ni espesa, así como en las estepas y áreas rocosas. Se le documenta desde los 3000 a 5000 m s. n. m., tal vez más alto, por encima de la línea de árboles, aunque a mayor latitud disminuye su rango altitudinal, llegando en la provincia argentina de Mendoza a habitar por debajo de 2000 m s. n. m.
En esa provincia argentina, el extremo austral de su geonomía en la vertiente oriental de los Andes, se señaló tradicionalmente la presencia de la especie en la reserva privada Villavicencio y se considera de valor la propuesta de anexar como nueva reserva el ambiente de Paramillos de Uspallata por ser muy probable zona de presencia del gato andino entre los 2500 y 3000 m s. n. m.. Pero en los últimos años, con la mayor proliferación de cámaras, se ha registrado la elusiva presencia de este felino en la zona de San Rafael (Los Reyunos, 2022), al sur de la Provincia de Mendoza, y en Loncopué (2024), al norte de Neuquén.
El límite austral de la distribución conocida para esta especie en la vertiente occidental de Los Andes -Chile- se creía tradicionalmente que se ubicaba mucho más al norte que en Argentina, en las punas y cordillera próxima al Desierto de Atacama. Pero, pese a la conducta esquiva de Leopardus jacobita y la dificultad que presenta observarlo, registros recientes y el uso de cámaras trampas han permitido confirmar la presencia de esta especie cada vez más al sur, con registro que desde el 2014 demuestran su existencia en estepas cordilleranas del llamado Norte Chico (Región de Coquimbo) y de Zona Central de Chile, entre la Región Metropolitana (Santuario de la Naturaleza Yerba Loca) y la Región del Maule (Parque Nacional Radal Siete Tazas),lo que constituiría el registro más austral de este felino en Chile. Estos avistamientos han dando credibilidad al testimonio aislado del naturalista Rodolfo Amando Philippi, quien en 1891 señaló haber observado en la pre cordillera de La Dehesa, en las inmediaciones de Santiago de Chile, un felino con una descripción que coincide con la de Leopardus jacobita. Una publicación de 2015 asegura que hasta antes de esa fecha los registros más australes se ubicaban al norte de San Pedro de Atacama, cerca de las Termas de Puritana, Región de Antofagasta; pero agrega que nuevos registros se agregaban mucho más al sur, en Caserones, Región de Atacama, y al interior de Los Vilos, Región de Coquimbo.
Aunque vive solo en la alta montaña, los valles habitados por humanos actúan como barreras, fragmentando la población, significando que aún bajos niveles de caza furtiva pueden ser devastadores. Su piel ha sido tradicionalmente codiciada entre cazadores locales y es frecuentemente matado en Chile y en Bolivia debido a creencias locales.

## Conducta
Muestra un comportamiento tranquilo y, al parecer, no se siente perturbado por la presencia humana ya que tolera la cercanía de observadores sin mostrar mayor temor. Reacciona agresivamente frente al zorro chilla, erizando los pelos del lomo, probablemente porque es un competidor trófico.

## Alimentación
Se alimenta de roedores de pequeño y mediano tamaño de los géneros Abrothrix, Chinchilla, Lagidium, Ctenomys, Phyllotis, entre otros, además de aves acuáticas, terrestres, huevos y reptiles.

## Investigación
En 2004 los investigadores por primera vez pudieron poner un radio-collar en uno de estos animales para poder seguir sus movimientos.[cita requerida] En los Andes se cree que matar a un gato andino trae mala suerte. Sin embargo, si el pelaje del gato es encontrado o heredado, se considera una prenda de gran valor, y los cueros rellenos son utilizados en ceremonias y fiestas tradicionales.
En enero de 2020 en la Reserva Natural Villavicencio, cámaras trampa desplegadas por la ONG Alianza Gato Andino, la Fundación Villavicencio y la Secretaría de Ambiente argentina, a través de la Dirección de Recursos Naturales, detectaron claramente dos individuos de gato andino. El último ejemplar en las cercanías había sido divisado en 2008.
En 2023 gracias al trabajo de la Alianza Gato Andino se registró la presencia de éste felino en el Parque Nacional Tunari, de Cochabamba, en Bolivia.

## En la cultura
El gato andino es considerado "mensajero de los achachilas" (dioses tutelares de las montañas) por comunidades de indígenas hablantes de aimara, como los habitantes de la Cordillera Apolobamba, al norte del Departamento de La Paz, en Bolivia.
En algunas zonas rurales como el Valle del Elqui, en Chile, la presencia de este animal es motivo de tradición oral, pues muchas veces los miembros más jóvenes de las comunidades únicamente han escuchado hablar del "tigrillo" o "gato montés" como el protagonista de historias encuentros extremadamente esporádicos que ocurren cada muchas décadas y son narradas por los mayores.